# Financial Times Global 500
Financial Times Global 500 este o listă întocmită anual de ziarul Financial Times cu cele mai mari companii din lume, după capitalizarea bursieră.